# Joseph Langley Burchnall
Joseph Langley Burchnall (né en 1892 à Whichford, Angleterre – mort en 1975) est un mathématicien anglais surtout connu pour avoir développé, avec Theodore William Chaundy, la théorie Burchnall–Chaundy (en).

## Biographie
Burchnall naît le 8 décembre 1892. Il est le fils de Walter Henry Burchnall, un maître d'école, et d'Ann Newport. La famille habite Whichford, dans le Warwickshire. Burchnall est l'aîné de six enfants.
Vers 1900, la famille déménage à Butterwick (Lincolnshire). Burchnall y fréquente la Boston Grammar School (en), puis la Christ Church (Oxford), obtenant un BA en 1914 et une MA en 1915. En 1917, il épouse Gertrude Frances Rollinson. Le couple aura deux fils et une fille.
Il se distingue lors de la Première Guerre mondiale, remportant notamment la Croix militaire en 1918 alors qu'il sert dans la Royal Garrison Artillery (en). Blessé trois fois, il perd une jambe en mars 1918.
Après la guerre, il travaille à l'université de Durham. Après un temps, il y enseigne les mathématiques et devient professeur en 1939 jusqu'à sa retraite en 1959.
Il est élu membre de la Royal Society of Edinburgh en 1953.
Il meurt le 29 avril 1975 à Southwold.